# Tehniška fakulteta v Ljubljani
Tehniška fakulteta, s sedežem v Ljubljani, je nekdanja fakulteta, ki je bila članica Univerze v Ljubljani.

## Zgodovina
Fakulteta je bila kot ena od ustanoviteljic univerze ustanovljena leta 1919. Prvi redni profesorji fakultete so bili: Karel Hinterlechner, Maks Samec in Milan Vidmar. Leta 1950 je bila preoblikovana v Tehniško visoko šolo, ki je bila izločena iz Univerze. Ta se ji je leta 1954 ponovno pridružila in preoblikovala nazaj v Tehniško fakulteto. Dokončno je razpadla leta 1957, ko je razpadla na tri fakultete: Fakulteto za elektrotehniko in strojništvo (zdaj 2 fakulteti), za arhitekturo, gradbeništvo in geodezijo (FAGG; zdaj Fakulteta za arhitekturo in Fakulteta za gradbeništvo in geodezijo) ter za rudarstvo, metalurgijo in kemijsko tehnologijo. (zdaj NTF- Naravoslovnotehniška fakulteta; ki je bila vmes vključena v nekdanjo v FNT in deloma tudi iz slednje nastala FKKT).

## Dekani
- 1919/20: Karel Hinterlechner
- 1920/22: Maks Samec
- 1922/23: Rihard Zupančič
- 1923/24: Jaroslav Foerster
- 1924/25: Alojz Král
- 1925/26: Milan Vidmar
- 1926/27: Karel Hinterlechner
- 1926/27: Josip Kropač
- 1927/28: Jaroslav Foerster
- 1928/29: Jaroslav Foerster
- 1928/29: Viktor Gostiša
- 1929/30: Rihard Zupančič
- 1930/31: Karel Hinterlechner
- 1931/33: Alojz Král
- 1933/34: Milan Vidmar
- 1934/35: Maks Samec
- 1934/36: Marij Osana
- 1936/39: Andrej Gosar
- 1939/42: Alojz Hrovat
- 1941/42: Milan Vidmar
- 1943/44: Milan Vidmar
- 1945/50: Alojz Hrovat
- 1947/48: Anton Kuhelj
  - rektorja Visoke tehniške šole:
    - Alojzij Hrovat: 1950-52
    - Anton Kuhelj: 1952-54 (postal rektor Univerze v Ljubjani)
- 1954/55: Henrik Čopič
- 1955/56: Viktor Kersnič
- 1955/57: Dušan Avsec